# 雙曲餘弦
| 雙曲餘弦 |                          |
|          |                          |
| 性質     |                          |
| 奇偶性   | 偶                       |
| 定義域   | (-∞,∞)                   |
| 到達域   | [1,∞)                    |
| 特定值   |                          |
| 當x=0    | 1                        |
| 當x=+∞   | +∞                       |
| 當x=-∞   | +∞                       |
| 最大值   | +∞                       |
| 最小值   | 1                        |
| 其他性質 |                          |
| 渐近线   | 無                       |
| 根       | 無實根 見雙曲餘弦#根一節 |
| 臨界點   | 0                        |
| 拐點     | 無                       |
| 不動點   | 無                       |

在數學中，雙曲餘弦是一種雙曲函數，是雙曲幾何中，與歐幾里得幾何的餘弦函數相對應的函數。雙曲餘弦一般以cosh表示，在部分較舊的文獻中有時會以{\displaystyle {\mathfrak {Cos}}}表示。雙曲餘弦可以用來描述悬链线，即兩端固定自然下垂的繩索，因此可以用於進行悬索桥的工程計算。

## 定義
雙曲餘弦一般記為{\displaystyle \cosh }（有時會簡寫為{\displaystyle \operatorname {ch} }），其在複分析中定義為：
{\displaystyle {\begin{matrix}\cosh :&\mathbb {C} &\to &\mathbb {C} \\&z&\mapsto &\displaystyle {\frac {e^{z}+e^{-z}}{2}}\end{matrix}}}
其中{\displaystyle z\mapsto e^{z}}是複變指數函數。

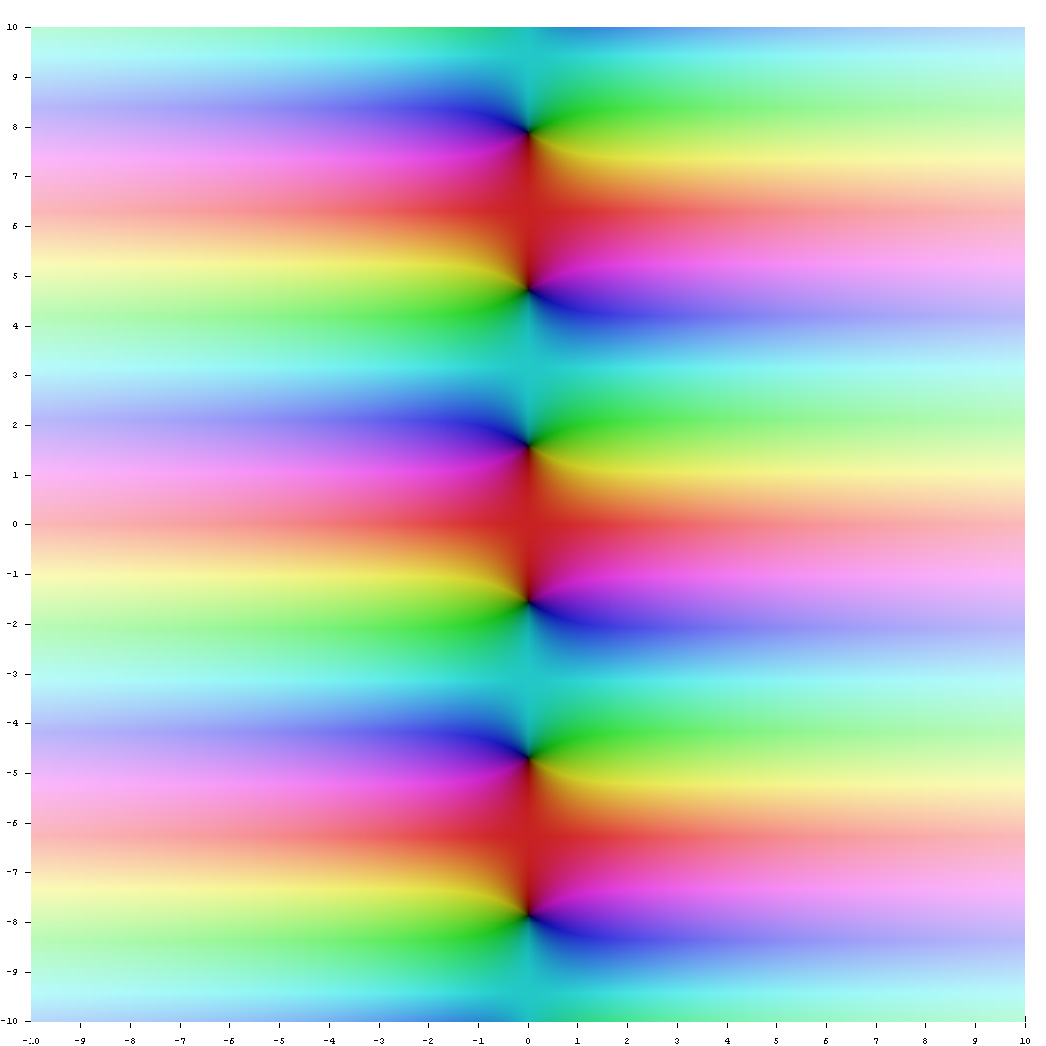
複數域雙曲餘弦的色相環複變函數圖形

也就是說，雙曲餘弦可以視為指數函數與其倒數的算術平均數，即雙曲餘弦為自然指數函數的偶函數部分。
在雙曲幾何中，雙曲餘弦函數類似於歐幾里得幾何中的餘弦函數。一般的餘弦可以表示為單位圓上特定角的終邊正向與圓之交點的x座標；而雙曲餘弦則代表單位雙曲線上特定雙曲角的終邊正向與單位雙曲線之交點的x座標。
對於非單位雙曲線的情形，如以下列形式定義的雙曲線：
{\displaystyle {\frac {x^{2}}{a^{2}}}-{\frac {y^{2}}{b^{2}}}=1}

令{\displaystyle P}為雙曲角的終邊與雙曲線的交點，並令{\displaystyle P'}為點{\displaystyle P}在共軛雙曲線{\displaystyle {\frac {y^{2}}{b^{2}}}-{\frac {x^{2}}{a^{2}}}=1}上對應的點：
{\displaystyle P=\left(x_{P},\,y_{P}\right)}
{\displaystyle P'=\left({\frac {ay_{P}}{b}},\,{\frac {bx_{P}}{a}}\right)}
此時雙曲角{\displaystyle \alpha }可以透過交點{\displaystyle P} 、共軛點{\displaystyle P'}與原點構成的三角形（三角形{\displaystyle OPP'}）與雙曲扇形{\displaystyle OAP}的面積比來定義：
{\displaystyle \alpha ={\frac {\mathrm {sector} OAP}{\triangle {OPP'}}}}
在這個定義下，雙曲餘弦為雙曲角{\displaystyle \alpha }的終邊正向與單位雙曲線之交點的x座標除以雙曲線方程{\displaystyle {\frac {x^{2}}{a^{2}}}-{\frac {y^{2}}{b^{2}}}=1}係數{\displaystyle a}的結果：
{\displaystyle \cosh \alpha ={\frac {x_{P}}{a}}}
此外，亦可以透過三角形面積比來定義雙曲餘弦。若右圖(a)中雙曲角QOP 定義為：
{\displaystyle u={\frac {\mathrm {sector} OPQ}{\triangle {OPP'}}}}
則其雙曲餘弦為：
{\displaystyle \cosh u={\frac {\triangle {OQP'}}{\triangle {OPP'}}}}
這個定義對應到單位圓上則可以定義一般的餘弦函數。若右圖(b)中角QOP 定義為：
{\displaystyle \theta ={\frac {\mathrm {sector} OPQ}{\triangle {OPP'}}}}
則其對應餘弦為：
{\displaystyle \cos \theta ={\frac {\triangle {OQP'}}{\triangle {OPP'}}}}

## 性質

雙曲餘弦曲線下的面積（黃色部分）與曲線長度（紅色部分）相同

雙曲餘弦在實數域中是連續函數，在複數域中是全純函數，因此在整個複數域中雙曲餘弦處處可微，其導函數為雙曲正弦函數。雙曲餘弦是偶函數，這意味著，雙曲餘弦滿足以下等式：
{\displaystyle \cosh x=\cosh \left(-x\right)}
雙曲餘弦曲線下的面積（在有限區間內）總是等於該區間對應的弧長：
{\displaystyle {\text{area}}=\int _{a}^{b}\cosh x\,dx=\int _{a}^{b}{\sqrt {1+\left({\frac {d}{dx}}\cosh x\right)^{2}}}\,dx={\text{arc length.}}}
由歐拉公式 {\displaystyle e^{i\theta }=\cos \theta +i\sin \theta }和雙曲函數與指數函數的關聯{\displaystyle e^{x}=\cosh x+\sinh x}能推出雙曲餘弦與餘弦的關係：
{\displaystyle \cos ix=\cosh x}

## 特殊值
雙曲餘弦存在一些特殊值：
- {\displaystyle \cosh(0)=1}
- {\displaystyle \cosh(1)={\frac {e^{2}+1}{2e}}}
- {\displaystyle \cosh(i)=\cos(1)}
- {\displaystyle \cosh(\ln \varphi )={\frac {\sqrt {5}}{2}}}

其中{\displaystyle \varphi }為黃金比例、{\displaystyle e}為自然對數的底數。

## 根

對於不同單位複數，的繪圖，其中藍色線為實數部、橙色線為虛數部。可以看到有實根，即藍色線與橙色線同時與x軸相交

函數的根代表函數值為0的點。雙曲餘弦函數的根可透過求解下列方程得到：
{\displaystyle \cosh x=0}
在實數域中，雙曲餘弦的最小值為1，不與x軸相交，因此上述方程無實根。
而在複數域中可以找到雙曲餘弦的根。所有雙曲餘弦為零的點都是純虛數：
{\displaystyle \cosh z=0\Leftrightarrow z\in i\pi \left(\mathbb {Z} +{\frac {1}{2}}\right).}
原因是，若將{\displaystyle z}表示成{\displaystyle x+iy}，其中{\displaystyle x,y}皆為實數，則由{\displaystyle \cosh z=\cosh x\cos y+i\sinh x\sin y}有：
{\displaystyle \cosh z=0\Leftrightarrow \left(\cos y=0\land \sinh x=0\right)\Leftrightarrow \left(y\in \{{\frac {\pi }{2}}+k\pi \mid k\in \mathbb {Z} \}\land x=0\right)}
例如：
{\displaystyle \cosh \left({\frac {\pi i}{2}}\right)=0.}

## 用途

### 物理學

不同值的懸鏈線函數圖形

雙曲餘弦可以用來描述懸鏈線。懸鏈線在物理學中，可以用於描繪軟繩位於水平兩點間，在鉛直方向均勻受力下自然形變後的形狀。其可以表示為：
{\displaystyle y=a\cosh {\frac {x}{a}}}
其中，{\displaystyle y}為繩子的高度，繩子的最低點定為y軸（{\displaystyle x=0}），{\displaystyle a}是一個常數，由繩子本身性質（如密度）、與懸鏈線懸掛的方式決定，通常可以表示為{\displaystyle a={\frac {T_{0}}{g\lambda }}}，其中{\displaystyle g}是重力加速度、{\displaystyle \lambda }是繩子的密度、{\displaystyle T_{0}}為繩子上每一點處張力的水平分量。

### 建築學

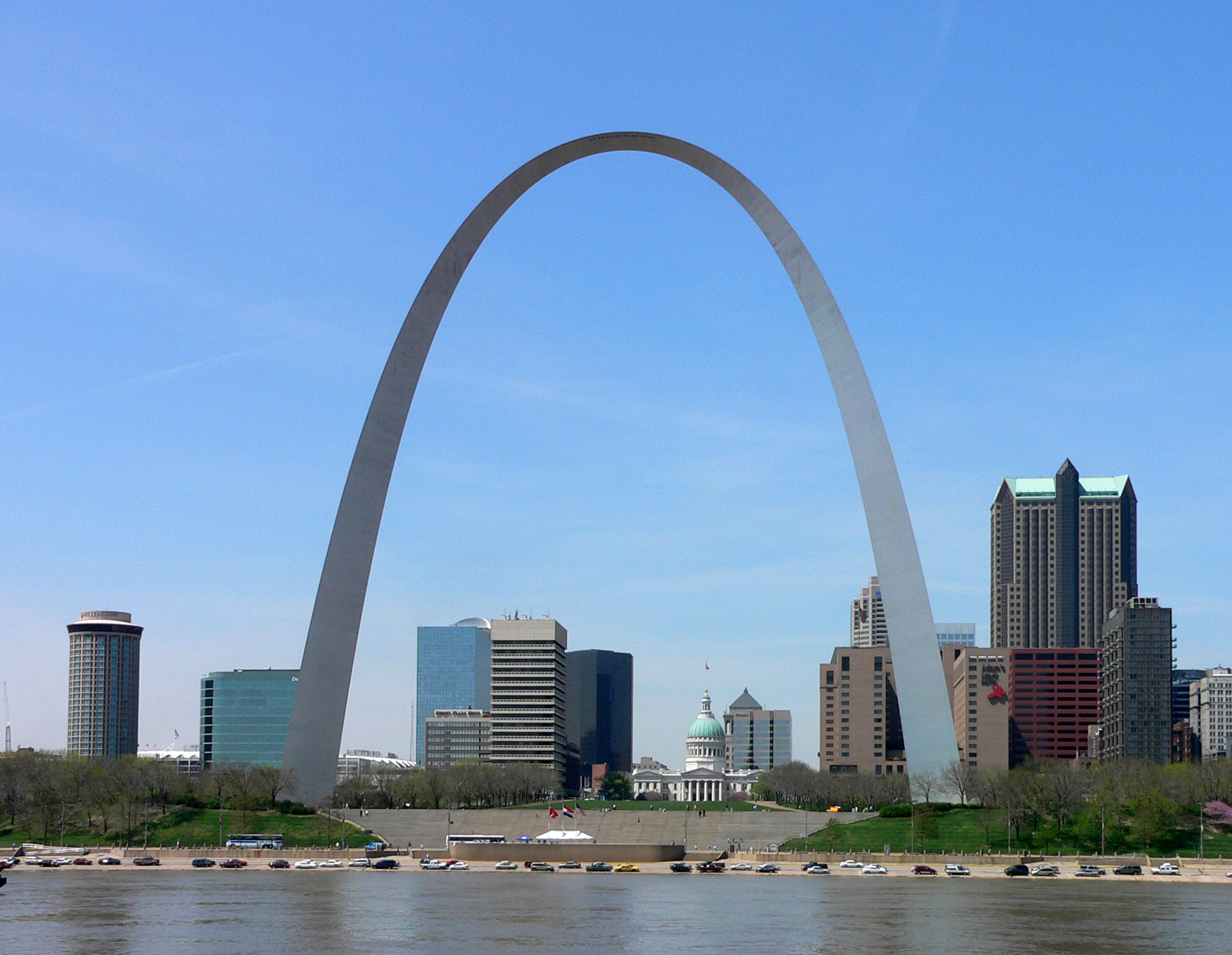
聖路易斯拱門是一個使用雙曲餘弦曲線設計的建築物

雙曲餘弦在建築學與工程學中一般用於計算懸索橋工程產生的懸鏈線。安东尼·高迪是最早將雙曲餘弦曲線融入建築設計的建築師之一，例如其作品聖家堂以及科洛尼亚桂尔教堂就有用到。
美國密蘇里州聖路易的聖路易斯拱門是一個倒過來的雙曲餘弦曲線外型的建築物。該拱門的最高點離地面約192公尺，其拱頂近似於以下方程：
{\displaystyle y=-39\,\mathrm {m} \cosh \left({\frac {x}{39}}\right)+231\,\mathrm {m} }
其中{\displaystyle \mathrm {m} }表示單位為公尺，且{\displaystyle x}滿足{\displaystyle -96<x<96}公尺。而具體的幾何結構由結構工程師漢斯卡爾·班德爾提供給埃罗·萨里宁的數學方程確定。
{\displaystyle y=A\left(\cosh {\frac {Cx}{L}}-1\right)\quad \Leftrightarrow \quad x={\frac {L}{C}}\cosh ^{-1}\left(1+{\frac {y}{A}}\right)},
其中，常量{\displaystyle A}為{\displaystyle {\frac {f_{c}}{{\frac {Q_{b}}{Q_{t}}}-1}}=\,} 68.7672英尺（21米）、常數{\displaystyle C}為{\displaystyle \cosh ^{-1}{\frac {Q_{b}}{Q_{t}}}=3.0022}；{\displaystyle f_{c}=}625.0925英尺（191米）為質心的最高點、{\displaystyle Q_{b}=}1,262.6651 sq ft（117 m2）為截面積的最大值（在拱底取到）、{\displaystyle Q_{t}=}125.1406 sq ft（12 m2）為截面積的最小值（在拱頂取到）、{\displaystyle L=}299.2239英尺（91米）質心位於拱底之寬度的一半。